# Nicétas Choniatès
Pour les articles homonymes, voir Nicétas.
Nicétas Choniatès (anciennement appelé, par erreur, Nicétas Acominatos) est un administrateur et historien byzantin, né vers 1155 à Chônai, en Phrygie, et mort en 1217 à Nicée.

## Biographie
Il était issu d'une famille nombreuse de petite noblesse locale, sans relations dans la capitale. À l'âge de neuf ans, il fut envoyé à Constantinople où se trouvait déjà son frère aîné Michel, qui était plus âgé que lui d'environ dix-sept ans et qui, entré dans le clergé, devint métropolite d'Athènes en 1182.
Nicétas était pour sa part promis à une carrière administrative. Une lettre de son frère, datée d'environ 1180, mentionne un de ses premiers emplois : il était dans l'administration fiscale sous les ordres de Constantin Pégonite, envoyé percevoir des taxes à Tmoutarakan, au nord de la Mer Noire. Après avoir exercé un temps des fonctions en Paphlagonie, il retourna à Constantinople et devint secrétaire impérial sous le règne d'Alexis II Comnène. À l'avènement d'Andronic Ier (1183), il quitta le palais et assista consterné au règne désastreux de cet empereur (auquel son frère, comme d'autres intellectuels, avait au début décerné des éloges). Il redevint secrétaire impérial sous Isaac II Ange. Il fut d'autre part promu orateur officiel de la cour, et ensuite gouverneur (harmostês) de Philippopolis (poste dans lequel il dut accueillir Frédéric Barberousse parti en croisade en septembre 1189, et fut l'intermédiaire entre lui et l'empereur Isaac II, étant à cette époque favorable à une alliance avec les Latins). « Juge du Voile » à Constantinople en 1190 ou 1191, il devint enfin en 1195 « logothète des bureaux (sekreta) », c'est-à-dire plus haut responsable de l'administration centrale.
Il était riche et possédait deux résidences et une chapelle privée dans la capitale. Il épousa une femme issue d'une famille de hauts fonctionnaires, les Belissariotai (ses beaux-frères Jean et Michel avaient été ses compagnons d'études). Cette ascension sociale prit fin avec la prise du pouvoir par Alexis Murzuphle (février 1204) : Nicétas fut démis de ses fonctions sans recevoir d'explication. Au moment de la prise de Constantinople par les Croisés (avril 1204), il dut fuir la ville à pieds avec sa famille (notamment sa femme enceinte et sa fille), portant ses fils en bas âge dans ses bras, obligé d'acheter sa nourriture au prix fort à des paysans profitant de la situation. Il gagna Sélymbrie où il resta jusqu'au printemps 1206, puis il revint à Constantinople où il séjourna six mois et se désola des dégâts causés par les envahisseurs. À la fin 1206 ou au début 1207, il s'embarqua avec sa famille pour Nicée, où Théodore Lascaris rassemblait des forces pour résister aux Croisés. Mais il ne put faire aucune carrière dans cette nouvelle cour : il se vit seulement commander quelques discours, et lui et sa famille vécurent à Nicée, au début dans l'indigence, ensuite dans une condition modeste.

## Œuvre
Son Histoire (Χρονική διήγησις) en 21 livres couvre environ un siècle, de l'avènement de Jean II Comnène (1118) à l'an 1206 (expédition d'Henri de Flandre contre les Bulgares), deux ans après la prise de Constantinople par les Croisés (1204). Elle fait suite à l'Alexiade d'Anne Comnène. C'est exclusivement une histoire de l'Empire byzantin, et les pays étrangers ne sont mentionnés qu'en rapport avec cet État. Contrairement à la Chronographie de Michel Psellos, le récit n'est pas focalisé sur les intrigues de la cour, mais parle de la ville de Constantinople et aussi des provinces. L'auteur, comme haut fonctionnaire, est très bien informé, mais il est souvent source exclusive et ne peut donc être contrôlé. C'est un ouvrage de longue haleine, interrompu en 1204 (« pour ne pas chanter les exploits des barbares et ne pas transmettre à la postérité des actions militaires où les Grecs furent vaincus »), et repris plus tard après les premières défaites des croisés. Jusqu'en 1204, le récit a un parti-pris pro-latin. Ensuite, il exalte la résistance de Théodore Lascaris à Nicée. Le style est très ampoulé.
Autrement, on conserve de lui un précieux fragment énumérant les statues de Constantinople détruites par les croisés en 1204 ; dix-huit discours, officiels ou non, prononcés à Constantinople ou à Nicée ; une œuvre de théologie intitulée le Trésor de l'orthodoxie (réfutation des hérésies tirée surtout de la Panoplie dogmatique d'Euthyme Zigabène, avec une partie originale consacrée aux controverses plus récentes) ; et une abondante correspondance (avec notamment des lettres adressées à d'autres hauts responsables, comme Basile Camatéros ou Théodore Irénicos).

## Dans la littérature
Il apparaît dans le roman d'Umberto Eco, Baudolino (2000), où il reçoit les confidences du héros au moment de la prise de Constantinople.